# 日本物理学会
日本物理学会，是一个物理学领域的日本学术性组织。日本物理学会成立于1877年，为日本自然科学领域的第一个学会。日本物理学会现有20,000名成员。

## 出版物
- 《日本物理学会杂志》
- 《理论物理学进展》